# Настоящий детектив (4-й сезон)
Четвёртый сезон «Настоящего детектива», американского криминального/драматического сериала-антологии, созданного Ником Пиццолатто, был официально запущен в разработку каналом HBO в июне 2022 года. Его действие происходит на Аляске, главные роли сыграли Джоди Фостер и Кали Рейс. Премьерный показ сезона с подзаголовком «Ночная страна» проходил с 14 января по 18 февраля 2024 года.

## Сюжет
Действие сезона происходит в вымышленном городе Эннис (Аляска). Бесследно исчезают шестеро мужчин, работавших на научно-исследовательской станции, и расследовать это загадочное дело приходится двум женщинам-полицейским, которые давно не ладят друг с другом.

## В ролях
Главные роли
- Джоди Фостер — начальник полиции Лиз Дэнверс
- Кали Рейс — патрульная Эванджелин Наварро
- Фиона Шоу — Роуз Агино
- Финн Беннетт — офицер Питер Прайор
- Изабелла Стар ЛаБлан — Лия Дэнверс
- Джон Хоукс — капитан Хэнк Прайор
- Кристофер Экклстон — капитан Тед Коннелли

Второстепенные роли
- Дервла Кирван — Кейт МакКиттерик
- Анна Ламбе — Кайла Мали
- Л’ксейс Дайан Бенсон — Би
- Ака Нивиана — Джулия Наварро
- Джоэль Д. Монгран — Эдди Каввик
- Оуэн МакДоннелл — Рэймонд Кларк
- Эрлинг Элиассон — Трэвис Коул

## Создание и релиз
Работа над четвёртым сезоном «Настоящего детектива» началась в феврале 2021 года, причём в отличие от предыдущих сезонов в ней не участвовал Ник Пиццолатто. Звучали неподтверждённые данные о том, что сценарий пишут Лусия Пуэнсо и Сэм Левинсон. Сезон был официально запущен в разработку в июне 2022 года. Шоураннером стала мексиканка Исса Лопес, главную роль получила Джоди Фостер. Позже к касту присоединилась профессиональная боксёрша Кали Рейс, которая незадолго до того дебютировала в кино. Съёмки начались в Исландии в ноябре 2022 года. Бюджет составил 60 млн долларов.
Премьерный показ четвёртого сезона проходил с 14 января по 18 февраля 2024 года.

## Эпизоды
| № общий | № в сезоне | Название             | Режиссёр   | Автор сценария                                                  | Дата премьеры                                 | Зрители в США (млн) |
| ------- | ---------- | -------------------- | ---------- | --------------------------------------------------------------- | --------------------------------------------- | ------------------- |
| 25      | 1          | «Часть 1» «Part I»   | Исса Лопес | Исса Лопес                                                      | 14 января 2024                                | 0,565               |
| 26      | 2          | «Часть 2» «Part II»  | Исса Лопес | Исса Лопес                                                      | 21 января 2024                                | 0,678               |
| 27      | 3          | «Часть 3» «Part III» | Исса Лопес | Сюжет: Исса Лопес Телесценарий: Исса Лопес и Алан Пейдж Арриага | 28 января 2024                                | 0,602               |
| 28      | 4          | «Часть 4» «Part IV»  | Исса Лопес | Намси Кхан, Крис Мунди и Исса Лопес                             | 4 февраля 2024                                | 0,722               |
| 29      | 5          | «Часть 5» «Part V»   | Исса Лопес | Катрина Олбрайт, Венона Уилмс, Крис Мунди и Исса Лопес          | 9 февраля 2024 (online) 11 февраля 2024 (HBO) | 0,371               |
| 30      | 6          | «Часть 6» «Part VI»  | Исса Лопес | Исса Лопес                                                      | 18 февраля 2024                               | 0,983               |

## Оценки
На сайте-агрегаторе отзывов Rotten Tomatoes сезон получил рейтинг 92 % со средней оценкой 8,2 из 10. Рецензенты с этого ресурса пишут о «пугающей атмосферности» происходящего на экране, «великолепной» игре Джоди Фостер и Кали Рейс, свежей трактовке экзистенциальных тем «Настоящего детектива». На сайте Metacritic сезон получил оценку 81 из 100, что указывает на «всеобщее признание».
Дэвид Бьянкулли из NPR назвал «Ночную страну» лучшей частью «Настоящего детектива» после первого сезона. Келли Лоулер из USA Today сочла, что это «так же превосходно, как и тот поразительный первый сезон десятилетней давности, а возможно, ещё лучше». Люси Мэнган из The Guardian назвала «Ночную страну» самым лучшим сезоном сериала, поприветствовав решение сценаристов избавиться от «преобладания мужчин». По словам Кэрин Джеймс (BBC), Лопес «создала собственное жестокое, захватывающее шоу». Обозреватель журнала Slant Росс Макиндоу резюмирует: «Как и лучшие сезоны „Настоящего детектива“, „Ночная страна“ процветает благодаря своей способности существовать и как живое, захватывающее жанровое произведение и как философская драма».
Инку Кан (The New Yorker) назвала 4-й сезон является «феминистской редакцией сериала, известного своей поэзией мачизма», и заявила, что Лопес «превращает „Настоящий детектив“ из мистического бормотания в шоу, которому есть что сказать». Элисон Херман из Variety отметила, что подход Лопес к сериалу-антологии оживил архетип «закалённой женщины-полицейского», поместив его в новый контекст. Адам Грэм из  The Detroit News высоко оценил игру Фостер и контраст, предложенный Рейс, но написал, что «сверхъестественная подоплёка» сюжета нередко заводит в тупик. Брайан Лоури из CNN раскритиковал медленный темп повествования. Майк Хейл из The New York Times заявил в своей рецензии, что таинственность сюжета «неуклонно превращается в нелепость», а герои ведут себя слишком непоследовательно.
Ник Пиццолатто раскритиковал 4-й сезон ещё на ранней стадии. Позже он удалил свои комментарии из-за негативной реакции фанатов, но после финала сезона снова выступил с критикой. Это побудило Пола Макиннеса из The Guardian написать, что «Ник Пиццолатто устроил истерику из-за собственного шоу».